# Фосси/Вердон
«Фосси/Вердон» (англ. Fosse/Verdon) — американский биографический мини-сериал, основанный на книге «Фосси» Сэма Уоссона. Премьера шоу состоялась 9 апреля 2019 года на канале FX.

## Сюжет
Повествование начинается с репетиций «Милой Чарити» в 1966 году. В флешбеках воспоминания героев возвращают их в прошлое. Временами персонажи герои представляют себя персонажами их фильмов и мюзиклов. Боб ещё мальчиком начинал как танцор в бурлеске. Гвен с юных лет выступала в кабаре и на сцене. Они познакомились уже зрелыми людьми, с опытом семейной жизни в 1960 году. Боб не щадит себя; курит, пьет, употребляет наркотики, несмотря на слабое сердце. Только любовь близкой женщины, терпеливой и всепрощающей, несколько раз спасает его от смерти за работой. Много лет Гвен вынашивала идею инсценировки мюзикла «Чикаго». Этот проект, в ходе которого Босс перенес приступ и операцию на сердце, становится их звездной совместной работой. Значительную часть сюжета занимает общение Боба с его близким другом, писателем Пэдди Чаевски. Последние годы Боб разделял сердечную привязанность с другой его музой, молодой танцовщицей Энн Райнкинг. Боб Фосси скончался на улице 23 сентября 1987 года, на улице Вашингтона, на руках у Гвен, когда шёл на постановку «Милой Чарити» в местном театре.

## Актёрский состав

### Основной актёрский состав
- Сэм Рокуэлл — Боб Фосси
- Мишель Уильямс — Гвен Вердон
- Норберт Лео Батц — Пэдди Чаефски
- Маргарет Куэлли — Энн Райнкинг

### Актёры второго плана
- Ая Кэш — Джоан Саймон
- Эван Хэндлер — Хал Принс
- Нейт Корддри — Нил Саймон
- Сьюзан Миснер — Джоан Маккракен
- Пол Райзер — Сай Фойер
- Блейк Баумгартнер и Джульетт Бретт — Николь Фосси
- Джейк Лэси — Рон
- Келли Барретт — Лайза Миннелли
- Бьянка Маррокин — Чита Ривера
- Итан Слэйтер — Джоэл Грей
- Рик Холмс — Фред Уивер
- Питер Сколари — Мел
- Кристиана Сидел — Ханна
- Байрон Дженнингс —  Джордж Эббот
- Лора Оснес — Ширли Маклейн
- Брэндон Юрановиц — Дастин Хоффман
- Тайлер Ханес — Джерри Орбах
- Уэйн Уилкокс — Майкл Кидд
- Линдси Николь Чэмберс — Лиленд Палмер
- Сантино Фонтана — Джеймс Хенаган
- Эмили Дорш — Гертруда Вердон
- Кристофер Токко — Джек Коул
- Келси Гриффин — Дебби Аллен
- Памела Митчелл — Марша Мейсон
- Рема Уэбб — Пола Келли
- Джастин Газзилло — Боб Фосси в юности
- Спенсер Мосс — Мэри Энн Фосси
- Дэвид Тёрнер — Рэй Уолстон
- Джордж Бэмфорд — Роберт Сёртис
- Джордж Р. Шеффи — Дэвид Бретертон
- Тим Янг — Джон Рубинштейн
- Пегги Дж. Скотт — Айрин Райан
- Шон Патрик Дойл — Майкл О’Хоги
- Райан Уэнденбум — Эдди Филлипс
- Энтони Розенталь — Чарли Гласс
- Николас Бароуди — Скотт Брейди
- Джереми Шамос — Джозеф Харди
- Ахмад Симмонс — Бен Верин

## Эпизоды
| № | Название   | Режиссёр   | Автор сценария  | Дата премьеры | Зрители U.S. (млн) |
| - | ---------- | ---------- | --------------- | ------------- | ------------------ |
| 1 | «Эпизод 1» | Томас Каил | Стивен Левенсон | 9 апреля 2019 | н/д                |

## Производство

### Разработка
В июле 2018 года было объявлено, что права на книгу «Фосси» Сэма Уоссона были приобретены каналом FX, заказавшем мини-сериал из восьми эпизодов. Драматург Стивен Левенсон и Томас Каил был объявлены в качестве шоураннера и режиссёра соответственно. Исполнительными продюсерами шоу были объявлены Левенсон, Каил, Лин-Мануэль Миранда, Сэм Рокуэлл, Мишель Уильямс и Джордж Стельцнер. Дочь Фосси и Вердон, Николь Фосси, также была объявлена в качестве исполнительного сопродюсера. В октябре 2018 года было объявлено, что Джоэл Филдс присоединился к шоу в качестве сценариста и исполнительного продюсера.

### Кастинг
Сэм Рокуэлл и Мишель Уильямс были объявлены в качестве исполнителей ролей Боба Фосси и Гвен Вердон совместно с анонсом сериала в июле 2018 года. В ноябре 2018 года было объявлено, что Маргарет Куэлли и Норберт Лео Батц присоединились к постоянному актёрскому составу шоу, тогда как Ая Нэш, Нейт Корддри, Сьюзан Миснер, Бьянка Маррокин, Келли Барретт, Эван Хэндлер, Рик Холмс, Пол Райзер, Итан Слэйтер, Байрон Дженнингс и Лора Оснес присоединились в качестве регулярно появляющихся актёров.

### Съёмки
Съёмочный процесс сериала начался в ноябре 2018 года в Нью-Йорке и завершился в марте 2019.

## Релиз
Премьера шоу состоялась 9 апреля 2019 года.